# Фруктуосо Рівера
Хосе Фруктуосо Рівера-і-Тоскана (ісп. José Fructuoso Rivera y Toscana; 17 жовтня 1784, Дурасно, Колоніальна Бразилія — 13 січня 1854, Мело, Уругвай)  — уругвайський генерал, учасник визвольного руху народів Ріо-де-ла-Плати. Соратник Хосе Хервасіо Артігаса, який зрадив його 1820 року. Перший президент Східної республіки Уругвай (1830–1834).

## Біографія
Народився 1784 року в Дурасно; його батьками були великий землевласник Іларіон Перафан де ла Рівера Браво-і-Андреа Тоскано. Таким чином, він за народженням належав до скотарів, невдоволених монополією на торгівлю, що надавалась іспанцям.

### Разом з Артігасом
Під час Східної революції приєднався до сил Хосе Артігаса, під його командуванням 1811 року брав участь у битві при Лас-П'єдрас. Після початку португальсько-бразильського вторгнення намагався зупинити португальські війська, що наступали.
Брав участь у Східних місіях під командуванням Еусебіо Вальденегро та Фернандо Оторгуеса, під проводом Мануеля Пагола брав участь у другій облозі Монтевідео. Однак, коли Артігас виступив проти генерала Рондо, Рівера залишив Артігаса.
Після того, як Альвеар захопив Монтевідео, Рівера командував військами Східної смуги в битві при Гуаябосі, розбивши Мануеля Доррего. Після того, як війська Доррего безладно відступали, Альвеар передав контроль над Східною смугою Артігасу та його послідовникам. У той час, як війська Оторгуеса наводили страх на жителів Монтевідео, Ріверу колишні роялісти та прихильники португальців почали розглядатися як гаранта законності та порядку.

### Португальське завоювання
Після початку в 1816 році нового португало-бразильського вторгнення Рівера спочатку знову став на сторону Артігаса та здобув низку невеликих перемог над португальцями. Однак у листопаді він програв бій за Індіа-Муерто, що дозволило португальським військам окупувати Монтевідео.
До середини 1818 року оборонна стратегія Артігаса почала викликати питання серед його підлеглих. Рівера був єдиним з вищих офіцерів, хто не виступив проти лідера, й Артігас передав йому командування найбільш боєздатними військами. Після того низка видних офіцерів (включаючи Руфіно Бауса та Мануеля Орібе) виїхали до Буенос-Айреса. У свою чергу Верховний директор Пуейредон запропонував Рівері стати верховним командувачем військами у Східній провінції замість Артігаса, але Рівера відмовився. Йому вдалося здобути низку дрібних перемог, але потім він зазнав великої поразки в битві при Арройо-Гранде.
Після поразки в битві при Такуарембо 20 січня 1820 року Рівера розташувався з військами в долині Трес-Арболес. Артігас наказав йому приєднатися до його армії, але Рівера, який уклав перемир'я з португальським командувачем Бентушем Мануелем Рібейру, відмовився виконати наказ.

### Сісплатина
Після підписання перемир'я з португальським губернатором бароном Лекором, Рівера вступив до лав португальської армії, його солдати пішли за ним. Португальці зібрали на окупованій території Східної смуги Сісплатинський конгрес, який у липні 1821 року проголосив приєднання тих земель до Бразилії як провінції Сісплатина. Навколо Лекора утворилося політичне угруповання, відоме як «клуб барона» — зародок майбутньої партії «Колорадо».
Коли Бразильська імперія проголосила незалежність від Португалії, Рівера пішов за Лекором, який підтримав Педру I, та вирішив вигнати португальські війська з Монтевідео. У листопаді 1823 року португальські війська здали Монтевідео Лекору, який проголосив його приєднання до провінції Сісплатина Бразильської імперії. Рівера ж отримав титул «барона Такуарембо».

### Тридцять три Оріентальці
У ніч на 19 квітня 1825 року на східному березі висадилася група людей під командуванням Хуана Антоніо Лавальєхи, що згодом стала відомою як «Тридцять три Орієнтальці». Рівера зі своїми військами перейшов на їхній бік, що стало вирішальним фактором їхнього успіху завдяки його високому престижу серед місцевого населення. Вже за кілька днів на боці повстанців було кілька тисяч чоловік. 14 червня 1825 у містечку Флорида зібрався Флоридський конгрес, який 25 серпня проголосив незалежність Східної провінції від Бразилії та її входження до складу Сполучених провінцій Південної Америки.
4 вересня Рівера зазнав поразки від Рібейру, але 24 вересня взяв реванш у битві при Рінконі. 20 жовтня об'єднані сили Рівери та Лавальехи здобули вирішальну перемогу в битві при Саранді. Перемоги Лавальехи та Рівери привернули увагу Буенос-Айреса, й у грудні Конгрес Сполучених провінцій проголосив повернення Східної провінції до складу країни. У відповідь 10 грудня Бразилія оголосила війну Сполученим провінціям. 1 січня 1826 року Сполучені провінції оголосили війну Бразильської імперії, та почалася Аргентино-бразильська війна.
На початку 1826 року призначений президентом Рівадавієй командувач Мартін Родрігес наказав Рівері атакувати Рібейру, але той відмовився переслідувати ворога. 17 червня за наказом Лавальехи Родрігес заарештував Ріверу та надіслав про це повідомлення до Буенос-Айреса. Президент наказав заарештувати Ріверу, але той втік до Санта-Фе, де його взяв під захист губернатор Лопес.

### Кампанія в Східних місіях
У ключовий період війни Рівера не діяв у Санта-Фе. Якщо справи на суші складалися на користь Сполучених провінцій (що змінили назву країни на Аргентину), то на морі перевагу мав бразильський флот; блокада гирла Ріо-де-ла-Плати завдавала значної шкоди аргентинській торгівлі. Під тиском Великої Британії аргентинський президент Рівадавія запропонував мир Бразилії, але бразильців не влаштували умови. Це призвело до падіння уряду Рівадавії, й губернатором Буенос-Айреса став Мануель Доррего, який вирішив продовжити війну. Однак економічна ситуація в Буенос-Айресі була катастрофічною, а інші провінції не підтримували його; потрібно було щось екстраординарне для перехоплення ініціативи. Тому Доррего уклав договір з Лопесом, відповідно до якого той мав окупувати Східні місії. Проти того плану виступив командувач республіканської армії генерал Лавальєха.
Ріверу відрядили до провінції Ентре-Ріос, але той не зміг набрати там добровольців, тому в лютому 1828 року перейшов до Східної провінції. Лавальєха наказав своєму підлеглому Мануелю Орібе схопити Ріверу, однак той встиг зібрати 400 осіб, з якими швидко рушив на північ. 20 квітня, обдуривши Орібе, Рівера форсував річку Ібікуї та вдерся на територію Східних місій.
Після кількох невеликих боїв Рівера отримав наказ окупувати всю територію Східних місій. Естаніслао Лопес хотів сам очолити компанію, але Рівера, який тимчасово повернувся в Санта-Фе, був проти цього. За наказом Рівери війська провінції Коррієнтес під командуванням Лопеса Чіко, до яких приєдналися близько 1 000 осіб зі Східної провінції, зайняли Східні місії. Бразильці, побоюючись нападу на Порту-Алегрі, залишалися в обороні.
Тим часом Доррего під впливом блокади та внутрішньої фінансової ситуації погодився на мир з Бразилією на умовах проголошення незалежності території Східної смуги. Імператор Бразилії також погодився на це, але зажадав виведення військ Рівери та визнання бразильського суверенітету над Східними місіями. 27 серпня 1828 року було підписано Попередню мирну конвенцію.
У листопаді Рівера вирушив на південь, забравши з собою всю худобу, все туземне населення Східних місій і все майно, яке вони тільки могли забрати. Все це було доставлено на південний берег річки Куараї, де Рівері дозволили оселитись. Рівера заснував поселення Санта-Роса-дель-Куараї. Річка Куараї стала кордоном: територія на південь від неї увійшла до складу нової держави Уругвай, на північ — до складу бразильської провінції Ріу-Гранді-ду-Сул.

### Перше президентство
Завдяки своїм діям у Східних місіях Рівера заслужив військову славу та 1830 року на перших президентських виборах був обраний президентом Уругваю. Він зіштовхнувся з величезною кількістю проблем, які не міг вирішити. У країні була відсутня нормальна адміністрація, й багато питань вирішувалися за допомогою спеціальних уповноважених; були неврегульовані прикордонні питання з Бразилією; новонароджена країна не мала нормальної фінансової системи.
Рівера не був державним діячем, не вмів керувати, покладався на особисті контакти. Тому він залишив владу в країні в руках угрупування, відомого як «П'ять братів», а сам їздив країною. «П'ять братів» намагалися налагодити життя в країні, видаючи закони й укази, але у них не вистачало політичної влади втілити їх у життя.
Уряд відремонтував порт Монтевідео, випустив першу валюту, у великих кількостях продавав землю, заснував Нормальну школу Монтевідео, однак при цьому у столиці було лише три початкових школи. Крім того, уряд погано функціонував та був уражений корупцією. Рівера особисто дозволив заборонене Конституцією ввезення негрів-рабів, назвавши їх «поселенцями під патронажем».
Колишній губернатор Лавальєха спробував у липні 1832 року підбурити повстання й атакував Дурасно, але те повстання було швидко придушено. Невдовзі після того полковник Еухеніо Гарсон спробував влаштувати путч, після чого був змушений тікати з країни. У лютому 1833 року аргентинець Мануель Оласабаль вдерся через Серро-Ларго, але не отримав підтримки та був змушений відступити. У березні 1834 року Лавальєха висадився в районі Колонії-дель-Сакраменто та пройшов через усю країну, намагаючись підняти людей, після чого був вигнаний на іншому кінці країни через річку Куараї. Рівера брав особисту участь у придушенні тих виступів, отримуючи при цьому підтримку з Бразилії. Племінник Рівери Бернабе здійснив геноцид індіанців чарруа та гуарані .
1835 року уряд Рівери був дискредитований настільки, що виникло побоювання, що нові президентські вибори виграє Лавальєха. Однак Рівера призначив урядовим кандидатом міністра оборони Мануеля Орібе, що належав до угруповання Лавальєхи. Це розкололо лавальєхістів. Перед тим, як передати йому владу, Рівера призначив себе генерал-комендантом регулярної армії, що дало йому владу в країні, яку можна порівняти з владою президента. 24 жовтня 1834 року він склав з себе президентські повноваження.

### Під час президентства Орібе
Ставши президентом Орібе виявив, що в країні немає грошей, що в управлінні — безлад, і що практично вся країна перебуває в руках його опонента. Тому він почав розслідування скоєних попередньою адміністрацією порушень, в яких були замішані найпомітніші прихильники Рівери.
Тим часом у південній Бразилії почалася війна Фаррапус та було проголошено республіку Ріу-Гранді. Це призвело до того, що ті, хто програв з обох сторін почали шукати притулку в Уругваї. Рівера спочатку підтримав ріуграндійця Бентоша Рібейру, з яким вони були знайомі ще за Сісплатиною, що змусило Орібе відсторонити його від військового командування, щоб не викликати неприємностей у відносинах з Бразильської імперією.
Ця обставина, повернення вигнаних ним прихильників Лавальєхи, а також призначення президентом Орібе командувачем військами свого брата Ігнасіо, який в усьому крім назви став головнокомандувачем польової армії, Рівера сприйняв як напад на себе особисто, і в липні 1836 року підбурив повстання проти президента Орібе, втім за місяць був розбитий у битві при Карпінтерії та втік до Порту-Алегрі.
Там Рівера отримав підтримку бразильців, а також набрав, скільки зміг, аргентинців-унітаристів, включаючи генерала Хуана Лавальє, а 1837 року знову вторгся до Уругваю. Протягом декількох місяців війна носила невизначений характер, але в середині 1838 року Рівера зрадив ріуграндійців і отримав підтримку бразильського імператора. Тоді ж Орібе посварився з французами, відмовивши у наданні дозволу на користування уругвайськими портами французькій ескадрі, що блокувала Буенос-Айрес, щоб натиснути на президента Хуана Мануеля де Росаса. За допомогою Лавальє Рівера розгромив Ігнасіо Орібе у битві при Пальмарес, зайняв усю країну та взяв в облогу Монтевідео. За таких умов Орібе склав із себе президентські повноваження та виїхав до Буенос-Айреса, де Росас, однак, прийняв його як законного конституційного президента Уругваю.

### Друге президентство
Рівера скликав Національну Асамблею й обрав себе президентом. Як і під час першого терміну, він передав фактичну владу своїм друзям, а сам зайнявся поїздками країною.
Аргентинці-федералісти, які раніше підтримували Лавальєху, відмовились визнати Ріверу. Спочатку вони не намагались атакувати його, але коли губернатор провінції Коррієнтес Хенаро Берон де Астрада уклав з Ріверою союз, то губернатор провінції Ентре-Ріос Паскуаль Ечагуе, розгромивши Берона де Астраду за допомогою «білих» (тобто прихильників Орібе) уругвайських емігрантів, вторгся до Уругваю. Рівера не став виходити йому назустріч, а навпаки, постарався відтягнути його подалі від його баз, після чого 29 грудня 1839 року розгромив у битві при Каганче.
Завдяки союзу Росаса з Бероном де Астрадою громадянська війна в Уругваї злилася з аргентинською громадянською війною в єдиний збройний конфлікт. Коли наступник Берона де Астради Педро Ферре повстав проти Росаса, то Рівера підтримав його і відрядив командувати його військами Лавалью, а потім Паса.
Без Рівери та французької підтримки Лавальє був розбитий Мануелем Орібе, якого Росас поставив на чолі федеральної аргентинської армії. Хосе Марія Пас розбив Ечагуе та вторгся до Ентре-Ріос, але був змушений повернутися на схід під захист Рівери. Потім Пас і Ферре уклали союз про спільні дії проти федеральних аргентинських військ і уругвайських «білих». Орібе рушив на схід і наздогнав армію Рівери в Арройо-Гранде в провінції Ентре-Ріос. 6 грудня 1842 року відбувся найбільший в історії Південної Америки бій, в якому Рівера був цілковито розбитий. Переслідуваний Орібе, Рівера втік до Монтевідео; громадянська війна повернулася на територію Уругваю.

### Велика облога Монтевідео
16 лютого 1843 року Орібе почав облогу Монтевідео. Поки Пас організовував оборону всередині міста, Рівера зайнявся збором нової армії в глибині країни. 1 березня 1843 Конгрес оголосив про закінчення президентства Рівери, формально передавши владу Хоакіну Суаресу й організував «Уряд оборони»; Орібе розмістився в Серріто, де було створено так званий «Уряд Серріто».
27 березня 1845 року Рівера був цілковито розбитий Хусто Хосе де Уркісою в битві при Індіа-Муерте, та був змушений тікати до Бразилії. Там його заарештували й ув'язнили в Ріо-де-Жанейро, звідки кілька місяців по тому він був звільнений. «Уряд оборони» призначив його послом у Парагваї, й 18 березня 1847 року він прибув до Монтевідео за вірчими грамотами. У наступні дні кілька батальйонів змовились задля повернення Рівери до влади. Уряд запропонував йому дипломатичний пост в Європі, але він відкинув пропозицію, й тоді його заарештували та засудили до вигнання.
1 квітня повстали війська під командуванням Сесара Діаса та Венансіо Флореса, які зажадали звільнення Рівери. Мелькор Пачеко-і-Обес склав із себе повноваження головнокомандувача та відплив до Європи.
Рівера відмовився від корабля, наданого народом, та був призначений головнокомандувачем армії. Органи влади було реорганізовано; туди було включено низку прихильників Рівери. Останній спробував досягти угоди з Орібе, але президент Суарес заборонив це робити. Рівера спробував перенести війну вглиб країни, але в січні 1847 року його сили були розбиті в битві при Серро-де-лас-Анімасі.
Після того Рівера спробував укласти з противником нову угоду про умови завершення бойових дій (повернення конфіскованої власності, вибори тощо), й уряд засудив до вигнання його з республіки «до закінчення війни». 4 грудня 1847 року він був заарештований полковниками Лоренсо Батльє та Франсіско Тахесом в Мальдонадо і депортований до Бразилії на французькому судні.

### Останні роки життя
Він залишався в Ріо-де-Жанейро з забороною покидати місто. Після закінчення громадянської війни президент Хуан Франсіско Хіро заборонив йому повертатись до Уругваю, втім 25 вересня 1853 року президента було повалено в результаті військового перевороту, здійсненого Венансіо Флоресом. Флорес призначив для управління країною Тріумвірат, до складу якого увійшли власне Флорес, Рівера та Лавальєха (двоє останніх перебували у вигнанні). Лавальєха помер перш, ніж зміг повернутися та зайняти посаду. Рівера помер 13 січня 1854 року.